# 샤잠 (애플리케이션)

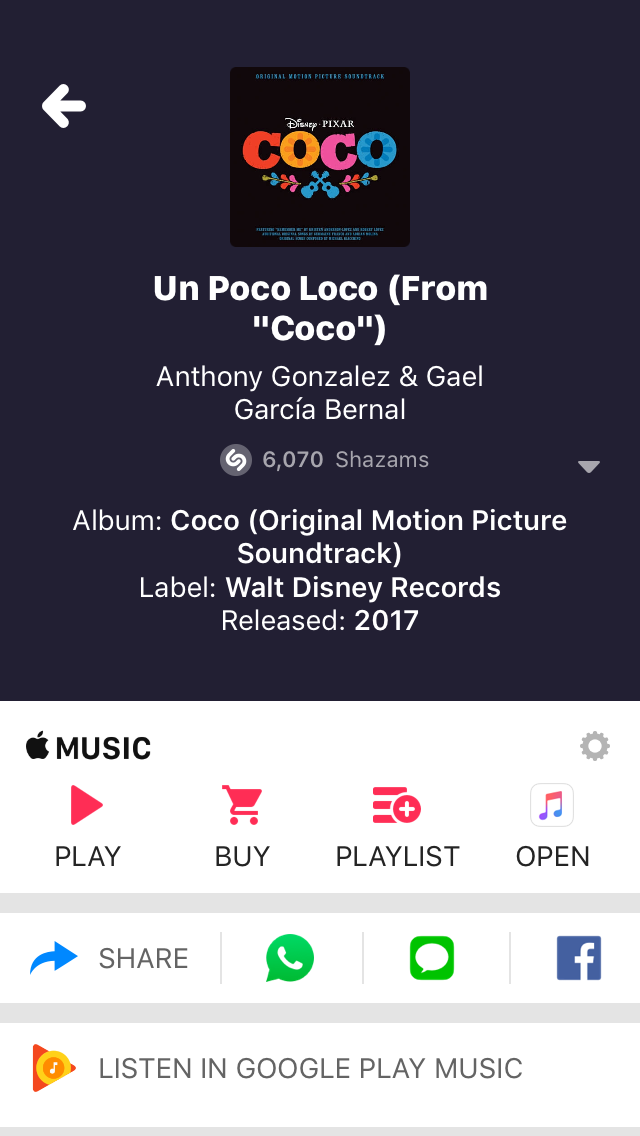

샤잠(Shazam)은 휴대전화 기반의 상업용 음악 식별(identification) 서비스이다. 업체는 영국 런던에 본사를 두고 있다.

## 서비스
샤잠(Shazam)의 서비스 중 가장 오래된 것은 2580 서비스이다. 이 서비스는 영국에서만 접속 가능하다. 소비자가 소비자의 휴대전화를 통해 쇼트코드 2580으로 전화를 건 뒤, 재생되고 있는 음악을 전화를 통해 업체쪽으로 전송한다. 서비스는 갈무리된 음악을 분석하여, 동일한 음악이 있는지 검색한다. 검색 결과는 SMS 형태로 소비자에게 전달된다. 소비자에게는 쇼트코드 통화에 대한 요금이 부과되며, 또한 검색성공한(태깅된) 곡에 대한 요금이 부과된다. 이 서비스는 서양 고전 음악이나, 라이브 공연에 대해서는 동작하지 않는다.
샤잠은 또한 애플 아이폰을 위한 무료 애플리케이션을 출시한 바 있다. 다른 전화를 통한 서비스와 거의 모든 면에서 비슷하지만, 다만 검색결과를 SMS로 보내주지 않는다. 대신, 검색결과를 iPhone 스크린 상에 보여준다. 검색결과에는 음악가, 앨범, 타이틀, 장르, 음반사, 곡/앨범 아트웍에 대한 섬네일 이미지 등이 들어가 있다. 또한 iTunes에서 바로 구입할 수 있는 연결고리(link)가 들어가 있다. 또한 곡과 연관된 유튜브 비디오를 iPhone 스크린 상에 보여주기도 한다.
비슷한 애플리케이션이 자바 (프로그래밍 언어) 호환의 휴대전화 에도 포팅되어 있는데 이름은 ShazamID라고 한다. ShazamID는 애플 iPhone 애플리케이션이 다른 점이 있는데, ShazamID는 영국에서만 서비스가 가입형태(subscription)로 제공된다는 점이다. 반면, 애플 iPhone 애플리케이션은 여러 나라에서 무료로 구입가능하다.

## 같이 보기
- 사운드하운드